# اشچیانو، استان کویافسکو-پومورسکی
اشچیانو (به لاتین: Trzciano, Kuyavian-Pomeranian Voivodeship) یک روستا در لهستان است که در استان کویافسکو-پومورسکی واقع شده‌است.